# Adam Nelson
Adam Nelson (Atlanta, 7 luglio 1975) è un ex pesista statunitense.
In carriera ha vinto il titolo olimpico ed Atene 2004 e un argento olimpico alle olimpiadi di Sydney 2000. Ha vinto un titolo mondiale nell'edizione di Helsinki 2005 e tre argenti nelle edizioni del: 2001, 2003, 2007.
Ha un primato personale outdoor di 22,51 metri e indoor di 22,40, risultati che lo piazzano rispettivamente al 10º e al 3º posto nelle graduatorie mondiali di tutti i tempi.
Nel dicembre 2012 decide di ritirarsi dallo sport agonistico dopo la notizia della consegna della medaglia d'oro olimpica di Atene 2004 considerandola il giusto coronamento della sua carriera.

## Biografia

### Inizi (1993-1999)
Nelson ha studiato alla Lovett School di Atlanta, e in quel periodo ha praticato vari sport come il football e l'atletica leggera.
Dopo la laurea, conseguita nel 1993, si è iscritto al Dartmouth College dove Nelson ha vinto anche vari riconoscimenti come membro della squadra universitaria di atletica leggera.
Detiene ancora oggi il record di getto del peso dell'università grazie ad un lancio a 19,88 metri.
Inoltre, ha giocato nella squadra di football come linebacker diventando così la prima matricola a giocare a football a Dartmouth.
Prima del 1993, la Ivy League vietava infatti agli studenti del primo anno di giocare nella squadra di football dell'università.

### I successi (2000-2007)

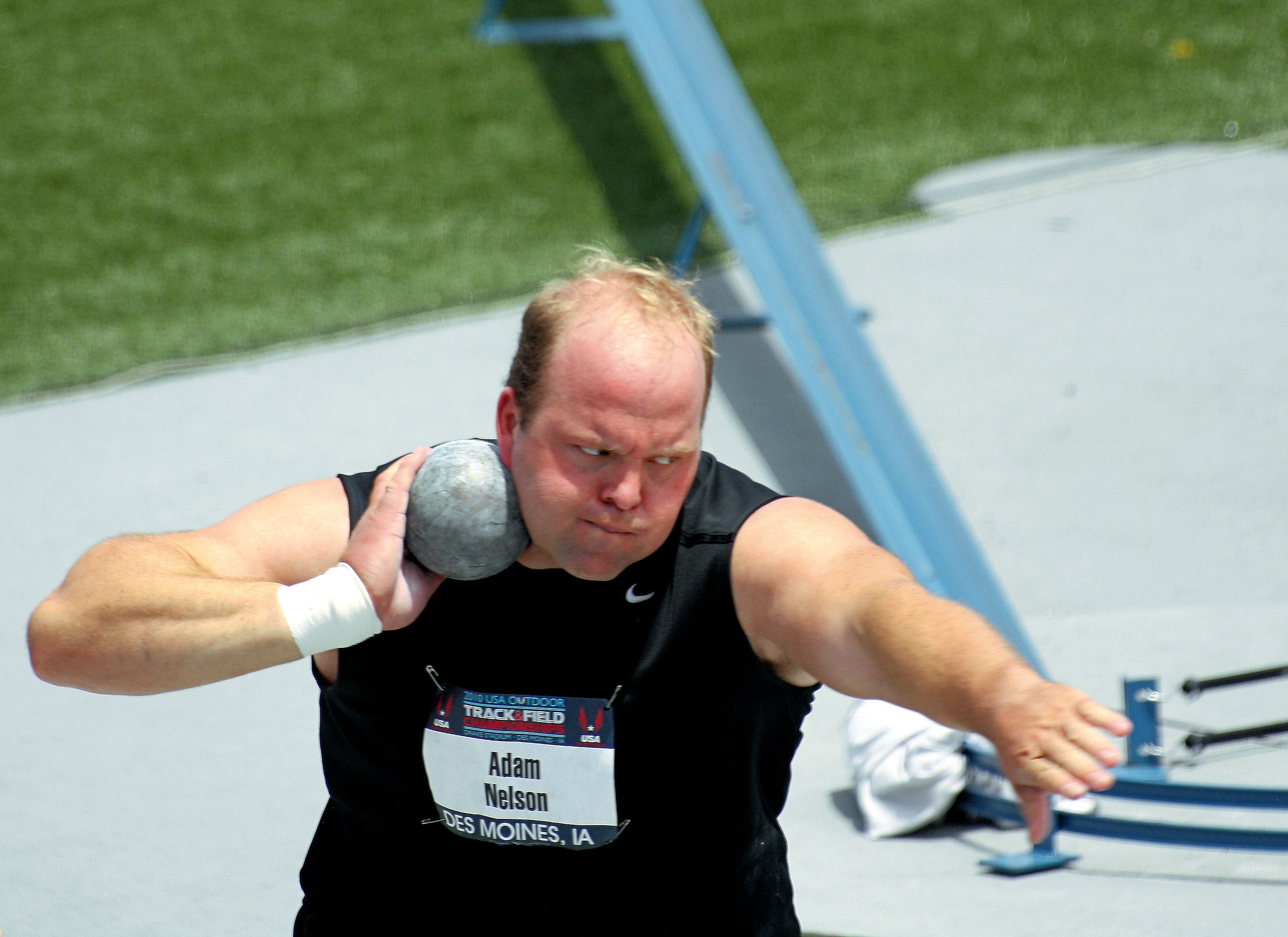
Nelson ai campionati nazionali statunitensi del 2010.

Nel 2000, dopo aver vinto i Trials Olimpici nel getto del peso, alle Olimpiadi di Sydney 2000 è riuscito a conquistare la medaglia d'argento sempre nella stessa specialità. In quell'occasione Nelson era il favorito per la vittoria, avendo vinto tutti i grandi Meeting nell'estate dei quell'anno. Il suo lancio a 21,21 m è stato appena 8 centimetri più corto di quello del vincitore Arsi Harju.
Nel 2001, ai campionati mondiali di Edmonton vinse la medaglia d'argento dietro al connazionale John Godina e, due anni più tardi, ai mondiali di Parigi 2003 si dovette accontentare ancora una volta dell'argento.
Nelson vinse anche una medaglia d'argento alle Olimpiadi estive di Atene 2004. La gara di getto del peso si tenne nell'antico stadio di Olimpia.
Nelson lanciò subito al suo primo tentativo a 21,16 m, misura che lo mantenne in testa alla competizione fino al sesto turno, quando, l'ucraino Jurij Bilonoh lanciò alla sua stessa misura scavalcandolo così in classifica in virtù del suo secondo miglior lancio a 21,15.
Entrato in pedana per il suo ultimo tentativo Nelson fece ancora un lancio nullo e così Bilonoh vinse la medaglia d'oro e Nelson si dovette accontentare della seconda medaglia d'argento olimpica consecutiva.
In occasione del suo ultimo lancio nullo, l'atleta statunitense protestò vivacemente con i giudici di gara ma, successivamente, si scusò per la sua reazione emotiva.
Nel marzo 2013 il vincitore del getto del peso, l'ucraino Jurij Bilonoh, è stato privato della medaglia d'oro dopo essere risultato positivo ad un test anti-doping retroattivo.
Le medaglie vengono di conseguenza riassegnate ed il titolo di campione olimpico viene dato a Nelson.
Nel 2005 riuscì finalmente a realizzare il suo sogno di vincere un titolo mondiale.
Ai campionati del mondo di Helsinki, vinse infatti la medaglia d'oro davanti all'olandese Rutger Smith, grazie ad un lancio di 21,73 metri.
Due anni dopo, ai mondiali di Osaka 2007 si presentò ancora come uno tra i favoriti alla medaglia.
Dopo una facile qualificazione, in finale raggiunse il secondo posto dopo una lunga sfida con il connazionale Reese Hoffa.

### Ultimi anni (2008-2012)
Nel 2008, grazie al terzo posto ai Trials olimpici si è qualificato per la sua terza Olimpiade.
A Pechino però, giunto in finale, i suoi tre tentativi furono nulli e si dovette accontentare del 12º posto.
L'anno successivo, ai campionati del mondo di Berlino 2009 ha raggiunto il quinto posto grazie ad un lancio a 21,11, suo primato stagionale.
Durante la stagione 2011 è riuscito a tornare sopra la soglia dei 22 metri, lanciando a 22,09 durante i campionati nazionali statunitensi e vincendo così anche il suo quarto titolo nazionale all'aperto.
Giunto ai Campionati mondiali di Taegu, come uno dei favoriti e con la terza misura fra i partecipanti, non è però riuscito ad esprimersi ai suoi livelli.
Ha superato il turno di qualificazione con l'undicesima misura di ripescaggio a 20,23 m, in finale invece, non è riuscito ad andare oltre all'ottava posizione con un lancio per lui deludente a 20,29.
Al quarto turno era riuscito a scagliare il suo peso fin sulla fettuccia dei 21 metri non riuscendo però a restare in pedana.

### La medaglia Olimpica postuma e il ritiro (2012)
Dopo una stagione a buon livello che però non lo vide partecipare ai giochi olimpici di Londra 2012, nel dicembre dello stesso anno viene data notizia della positività di vari atleti a dei controlli antidoping postumi sui campioni di urine prelevati ad Atene 2004.
Tra gli atleti trovati positivi c'era anche l'ucraino Jurij Bilonoh, vincitore della gara di getto del peso davanti a Nelson.
La IAAF decise di riassegnare le medaglie dando il titolo olimpico a Nelson.
Dopo la notizia l'atleta statunitense, ormai trentasettenne, decise di interrompere i suoi allenamenti e di ritirarsi ufficialmente dall'attività agonistica ritenendo questa medaglia il giusto coronamento della sua carriera.

## Progressione

### Getto del peso outdoor
| Stagione | Risultato | Luogo            | Data      | Rank. Mond. |
| -------- | --------- | ---------------- | --------- | ----------- |
| 2012     | 21,54 m   | Athens           | 14-4-2012 | 6º          |
| 2011     | 22,09 m   | Eugene           | 26-6-2011 | 3º          |
| 2010     | 21,29 m   | Zurigo           | 19-8-2010 | 9º          |
| 2009     | 21,11 m   | Berlino          | 15-8-2009 | 7º          |
| 2008     | 22,12 m   | Eugene           | 8-6-2008  | 1º          |
| 2007     | 21,61 m   | Osaka            | 25-8-2007 | 4º          |
| 2006     | 22,04 m   | Indianapolis     | 23-6-2006 | 2º          |
| 2005     | 21,92 m   | Monaco           | 10-9-2005 | 2º          |
| 2004     | 21,68 m   | Gresham          | 5-6-2004  | 3º          |
| 2003     | 21,29 m   | Kuortane         | 20-7-2003 | 6º          |
| 2002     | 22,51 m   | Portland         | 18-5-2002 | 1º          |
| 2001     | 21,53 m   | Rüdlingen        | 19-8-2001 | 3º          |
| 2000     | 22,12 m   | Sacramento       | 22-9-2000 | 1º          |
| 1999     | 20,64 m   | Palma di Maiorca | 10-7-1999 | 12º         |
| 1998     | 20,61 m   | Rüdlingen        | 23-8-1998 | 12º         |
| 1997     | 19,62 m   | Bloomington      | 7-6-1997  | 38º         |
| 1996     | 19,14 m   | Filadelfia       | 26-4-1996 | 68º         |
| 1995     | 18,27 m   | Filadelfia       | 28-4-1995 | 111º        |
| 1994     | 18,34 m   | Lisbona          | 23-7-1994 | 98º         |

### Getto del peso indoor
| Stagione | Risultato | Luogo        | Data      | Rank. Mond. |
| -------- | --------- | ------------ | --------- | ----------- |
| 2012     | 21,27 m   | Boston       | 4-2-2012  | 6º          |
| 2011     | 20,51 m   | Bydgoszcz    | 16-2-2011 | 9º          |
| 2010     | 20,91 m   | Bydgoszcz    | 10-2-2010 | 9º          |
| 2009     | 21,01 m   | Fayetteville | 13-2-2009 | 4º          |
| 2008     | 22,40 m   | Fayetteville | 15-2-2008 | 1º          |
| 2006     | 20,99 m   | Boston       | 28-1-2006 | 7º          |
| 2005     | 21,66 m   | Boston       | 29-1-2005 | 3º          |
| 2004     | 19,81 m   | New York     | 6-2-2004  | 29º         |
| 2003     | 20,63 m   | Boston       | 2-3-2003  | 11º         |
| 2002     | 21,57 m   | New York     | 1-3-2002  | 1º          |
| 2001     | 21,40 m   | Atlanta      | 3-3-2001  | 1º          |
| 1999     | 20,32 m   | Atlanta      | 27-2-1999 | 12º         |
| 1998     | 19,86 m   | Indianapolis | 13-3-1998 | 23º         |
| 1997     | 17,88 m   | Hanover      | 1-2-1997  | 114º        |

## Palmarès

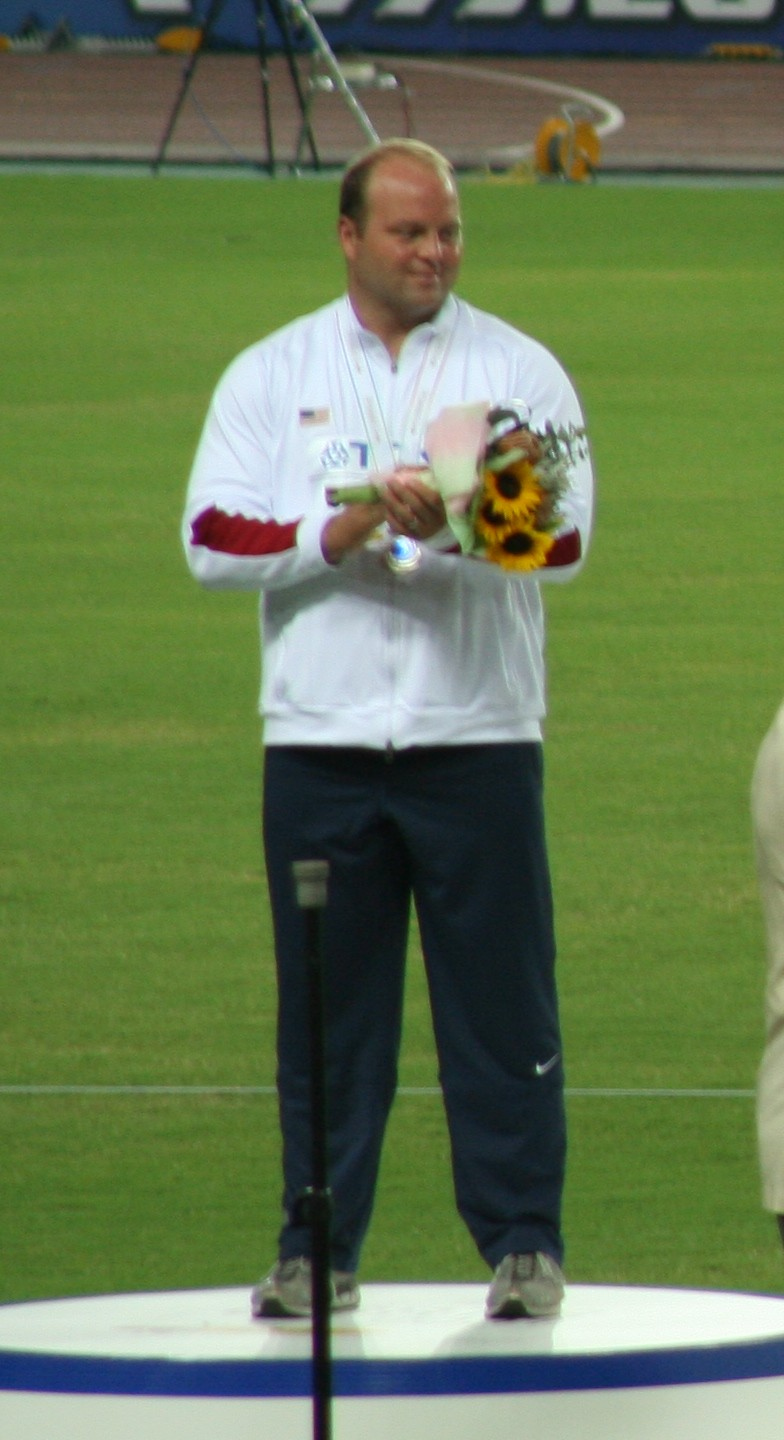
Nelson sul podio dopo la vittoria dell'argento ai mondiali di Osaka 2007.

| Anno | Manifestazione    | Sede             | Evento         | Risultato | Prestazione | Note                                     |
| ---- | ----------------- | ---------------- | -------------- | --------- | ----------- | ---------------------------------------- |
| 1994 | Mondiali juniores | Lisbona          | Getto del peso | Oro       | 18,34 m     |                                          |
| 1999 | Universiadi       | Palma di Maiorca | Getto del peso | Argento   | 20,64 m     |                                          |
| 2000 | Olimpiadi         | Sydney           | Getto del peso | Argento   | 21,21 m     |                                          |
| 2001 | Mondiali indoor   | Lisbona          | Getto del peso | Argento   | 20,72 m     |                                          |
| 2001 | Mondiali          | Edmonton         | Getto del peso | Argento   | 21,24 m     |                                          |
| 2003 | Mondiali          | Parigi           | Getto del peso | Argento   | 21,26 m     |                                          |
| 2004 | Olimpiadi         | Atene            | Getto del peso | Oro       | 21,16 m     | [ 18 ]                                   |
| 2005 | Mondiali          | Helsinki         | Getto del peso | Oro       | 21,73 m     |                                          |
| 2007 | Mondiali          | Osaka            | Getto del peso | Argento   | 21,61 m     | Miglior prestazione personale stagionale |
| 2008 | Olimpiadi         | Pechino          | Getto del peso | Finale    | nm          |                                          |
| 2009 | Mondiali          | Berlino          | Getto del peso | 5º        | 21,11 m     | Miglior prestazione personale stagionale |
| 2011 | Mondiali          | Taegu            | Getto del peso | 7º        | 20,29 m     |                                          |

## Campionati nazionali
- 4 volte campione nazionale nel getto del peso (2000, 2002, 2006, 2011)
- 2 volte campione nazionale indoor nel getto del peso (2001/2002)
- 1 volta campione nazionale NCAA nel getto del peso (1997)